# هونوريوس

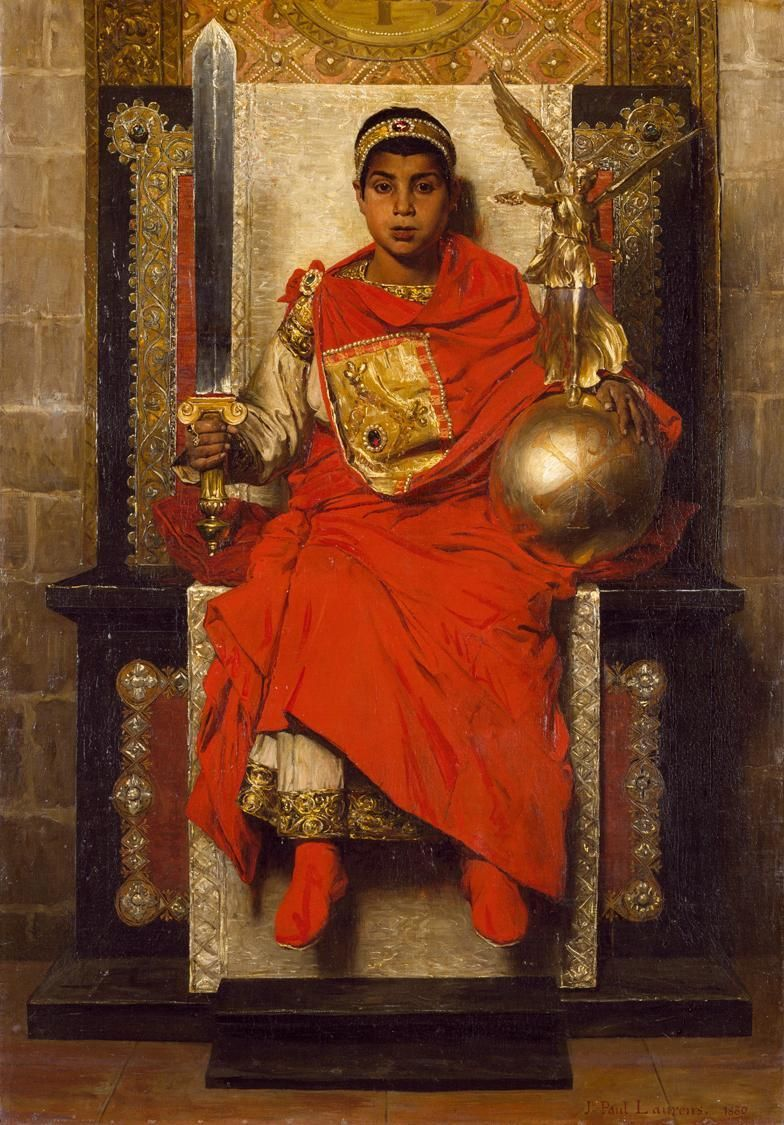
هونوريوس

هونوريوس (Flavius Augustus Honorius) إمبراطور الإمبراطورية الرومانية (393- 395) إمبراطور الإمبراطورية الرومانية الغربية (393- 423) قسم ثيودوسيوس الأول (يطلق عليه أيضا اسم "العظيم") الإمبراطورية الرومانية لولديه آركاديوس إلى الشرق (مع عاصمة بلاده في القسطنطينية) وهونوريوس في الإمبراطورية الغربية (مع عاصمة بلاده في روما).

## رافينا
في عام 402 نقل الأمبراطور هونوريوس عاصمة الإمبراطورية الرومانية الغربية من ميلانو إلى رافينا. وكان النقل أساسا لأغراض دفاعية: فرافينا محاطة بالأهوار والمستنقعات وصعبة الوصول على قوات الامبراطورية الرومانية الشرقية. ومع ذلك وفي عام 409 اجتاز ألاريك الأول ملك القوط الغربيين رافينا بسهولة، ومضى لاحتلال روما، آخذا غالا بلاسيديا ابنة الإمبراطور ثيودوسيوس الأول كرهينة. وبعد تقلبات عديدة عادت غالا بلاسيديا إلى رافينا مع ابنها الإمبراطور فالانتينيان الثالث وبدعم من ابن أخيها ثيودوسيوس الثاني. تمتعت رافينا بفترة سلام غير مسبوقة، وهي الفترة التي ازدهرت فيها المسيحية، واكتسبت المدينة أشهر معالمها سواء العلمانية (التي دمرت) والمسيحية (التي حفظت إلى حد كبير).

## القوط الغربيين
عقد ثيودوسيوس الأول صلح مع القوط الغربيين ممثلين في قائدهم فريتيجيرن عام 379 م. بقي الطرفان متصالحين حتى موت ثيودوسيوس عام 395 م. في ذلك العام عين القوط الغربيون ألاريك الأول كملك لهم بينما تولى أبناء ثيودوسيوس حكم الإمبراطورية فتولى آركاديوس حكم الإمبراطورية الرومانية الشرقية (مع عاصمة بلاده في القسطنطينية) وهونوريوس في الإمبراطورية الغربية (مع عاصمة بلاده في ميلانو).
خلال الـ15 سنة التي تلت موت ثيودوسيوس حدثت بعض المناوشات والصراعات بين القوط الغربيين والرومان وكانت حدة هذه الصراعات تزداد حدة سنة تلو أخرى. بعد قتل هونوريوس لجنراله ستيليتشيو والقيام بمجزرة قتل فيها عائلات 30 ألف من جنود القوط الغربيين، أعلن ألاريك الحرب على الرومان وكان ذلك في عام 408 م. توغل القوط في إيطاليا حتى وصلوا روما وحاصروها ومن ثَم تمت مفاوضة هنوريوس الذي رفض شروط ألاريك. اتخذ ألاريك قراره بأن يقتحم مدينة روما وكان له ذلك في 24 أغسطس 410 م. بالرغم من كون روما ليست عاصمة للإمبراطورية الرومانية إلا أن مجرد سقوطها أدى لصدمة عنيفة أدت لاهتزاز عرش الدولة العريقة. أثناء الاقتحام توفي ألاريك فخلفه زوج أخته أتولف الذي وافق على طلب هنورويوس بمغادرة إيطاليا مقابل أن يُعطى القوط أراضي أيبيريا وأكويتين.